# キャッツキル山地

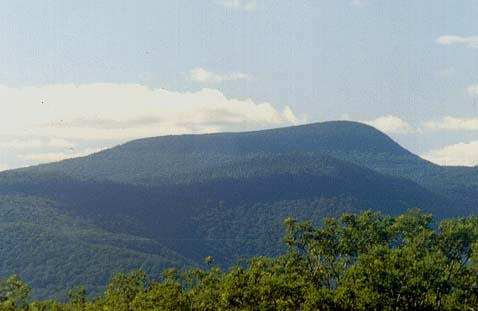
スライド山はキャッツキル山地の最高峰。

キャッツキル山地（キャッツキルさんち、英語：the Catskill Mountainsまたはthe Catskills）は米国ニューヨーク州の中部にあるゆるやかな山地で、最高峰はスライド山（標高1,274m）である。自然にあふれた地域で、ニューヨーク市民だけでなく、アップステート・ニューヨークに住む人々の保養地になっている。

## 概要
ペンシルベニア州からニュージャージー州・ニューヨーク州に広がるアレゲニー高地（Allegheny Plateau）の一部で、また米大陸の東海岸を南部はジョージア州から北はメイン州まで北上しているアパラチア山脈の支脈とも考えられる。この山地からたくさん小川がハドソン川の中流とその支流のモホーク川、およびデラウェア川に流れ込んでおり、これらの小川に作られた貯水池からキャッツキル導水路とデラウェア導水路（Delaware Aqueduct）が引かれていて、ニューヨーク市の人々の主要な水源になっている。
山地全体は自然にあふれた地域で、ニューヨーク州立「キャッツキル・パーク」（Catskill Park、面積2,800平方キロメートル）が設定されていて、ニューヨーク市民だけでなく、アップステート・ニューヨークに住む人々の保養地になっている。 　ニューヨーク市の金持ちの多くが別荘をここに持っている、ニューヨーク市にはユダヤ人が多いことから、以前はこの山地は「ユダヤ人のアルプス山脈」（the Jewish Alps）とも呼ぶといっていたが、最近は人種差別用語扱いになり、そうした表現はあまり使われていない。
おもな山
- スライド山（Slide Mountain - 最高峰（標高1,274m）
- トマス・コール山(Thomas Cole Mountain)

おもな湖・貯水池
- アショーカン貯水池（Ashokan Reservoir）

おもな観光地
- アショーカン貯水池（Ashokan Rservoir）
- キャッツキル・ゲーム・ファーム（Catskill Game Farm）
- キャッツキル・フライ・フィッシング・センター（Catskill Fly Fishing Center）
- トマス・コール・ハウス(Thomas Cole House、国定史跡)

おもなスキー場
- ハンター・マウンテン（Hunter Mountain）
- ウィンダム・マウンテン（Windham Mountain）

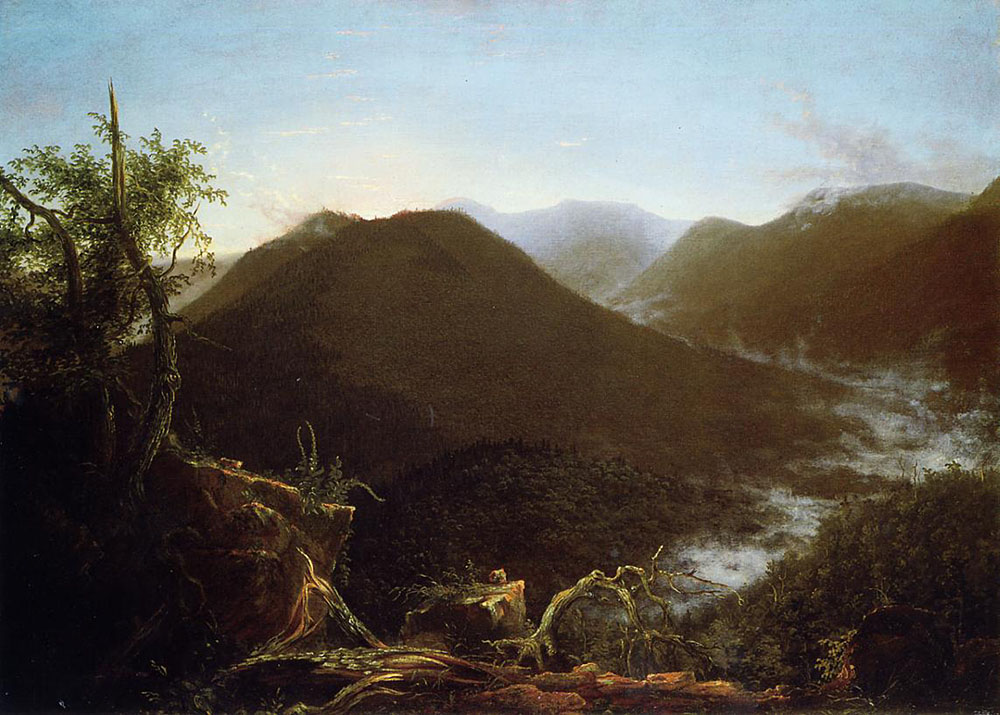
キャッツキル山の日の出、トマス・コール、1826年

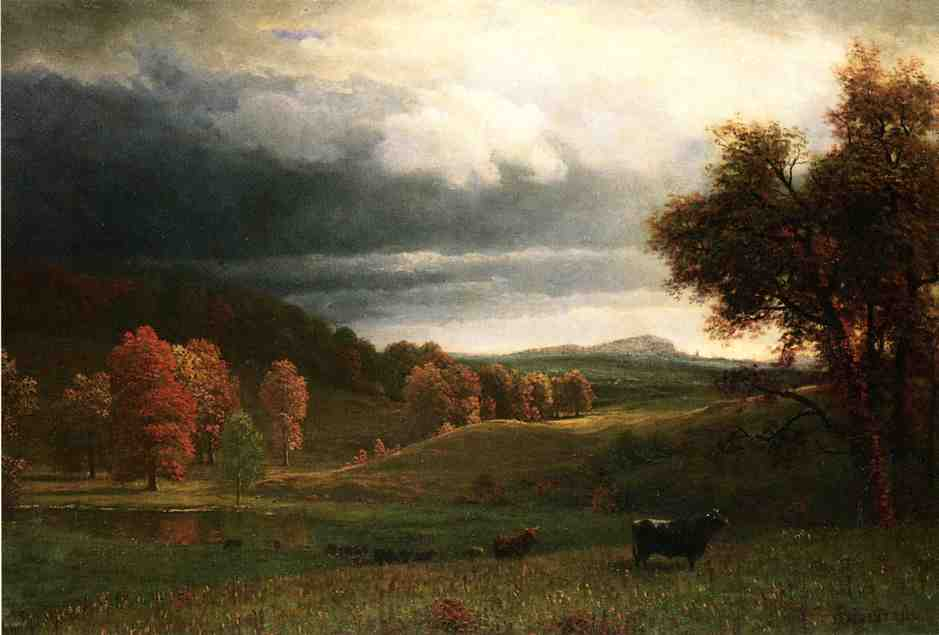
キャッツキル山の秋の風景、アルバート・ビアスタット

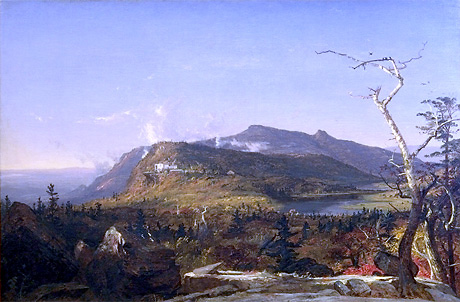
キャッツキル山の山の家、ジャスパー・フランシス・クロプシー

## キャッツキル山地と芸術作品
- 文学
  - 「リップ・ヴァン・ウィンクル」 - ワシントン・アーヴィングの『スケッチブック』に収録されている小説。キャッツキル山地東山麓のハドソン川に面した村を舞台にしている。
  - 『キャッツキルの夏の恋』（原題『Shadow Song』、1994年） - テリー・ケイの小説。キャッツキル山地の麓が主な舞台。
  - 『キャッツキルの鷲』（原題『A Catskill Eagle』、1985年）- ロバート・B・パーカー著、スペンサー シリーズの1冊。
- 絵画
  - アメリカの風景画を始めたハドソン・リバー派の発祥の地でありトマス・コールなど多くのハドソン・リバー派の画家がこの地を描いた作品を残している。
- 吹奏楽曲
  - イーストコーストの風景より第2楽章キャッツキルズ－ナイジェル・ヘス作曲
- 芸術村
  - ウッドストック、キングストン